# 戈巴迪羅林山

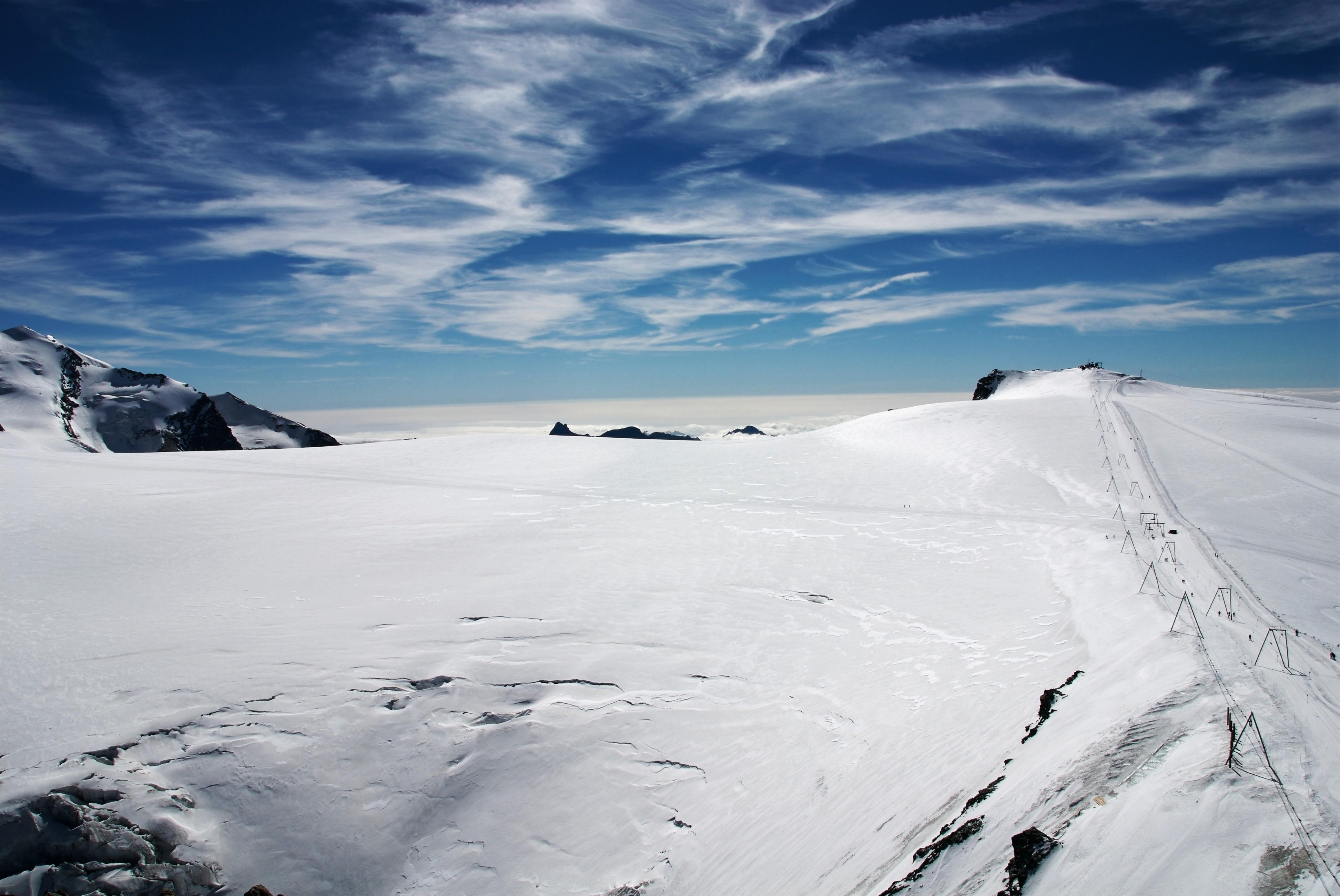

45°55′26″N 7°44′06″E / 45.924008°N 7.735102°E
戈巴迪羅林山（義大利語：Gobba di Rollin），是南歐的山峰，位於瑞士和意大利接壤的邊境，由瓦萊州和瓦萊達奧斯塔大區負責管轄，屬於本寧阿爾卑斯山脈的一部分，海拔高度3,899米。